# Special (álbum)
Special é o quarto álbum de estúdio da cantora norte-americana Lizzo, lançado em 15 de julho de 2022, através da Nice Life e Atlantic Records. O álbum foi descrito pelos críticos como um álbum de R&B, hip hop, pop e soul. Três singles foram lançados do álbum; o primeiro single, "About Damn Time", lançado em abril de 2022, alcançou o número um na Billboard Hot 100 dos Estados Unidos e o top dez em 12 outros países. O segundo single, "2 Be Loved (Am I Ready)", lançado em julho de 2022, alcançou a posição 67 na Hot 100 e a posição 28 na UK Singles Chart.
Special atingiu o número dois na parada Billboard 200 dos EUA, tornando-se, na época, o álbum mais bem sucedido por uma artista feminina em 2022, bem como a maior semana por unidades comercializadas, entre todos os álbuns lançados por mulheres em 2022. O álbum também alcançou o top dez nas paradas de álbuns do Reino Unido, Austrália, Canadá, Hungria e Nova Zelândia.

## Antecedentes e desenvolvimento
Lizzo lançou seu terceiro álbum de estúdio, Cuz I Love You, em 19 de abril de 2019. O álbum foi aclamado pela crítica e alcançou o número quatro na parada Billboard 200 dos Estados Unidos. O álbum foi indicado para Álbum do Ano no 62.º Grammy Awards, onde Lizzo recebeu o maior número de indicações na cerimônia. O álbum também ganhou o prêmio de Melhor Álbum Urbano Contemporâneo. Em outubro de 2020, Lizzo anunciou que seu quarto álbum de estúdio estava quase pronto, dizendo que tinha "mais algumas canções para escrever". Em janeiro de 2021, a cantora norte-americana SZA confirmou ter ouvido novo material de Lizzo. Em agosto de 2021, Lizzo anunciou "Rumors", sua primeira canção depois de dois anos, que foi lançada em 13 de agosto. O single autônomo contém participação da rapper, cantora e compositora norte-americana Cardi B.
Durante seu discurso de abertura no festival South by Southwest em março de 2022, Lizzo anunciou que seu álbum estava concluído, dizendo: "Está feito, então está chegando muito, muito em breve… e é bom. Eu trabalhei muito duro nele, então é melhor que seja bom". Em uma entrevista com Zane Lowe para a Apple Music 1 em abril de 2022, Lizzo afirmou que o álbum originalmente se chamaria In Case Nobody Told You até Max Martin ajudar "reestruturar" o gancho da canção "Special", para a qual ela então mudou o título do álbum. Em outra entrevista com Zane Lowe na Apple Music 1 em julho de 2022, Lizzo falou sobre as origens da faixa "Coldplay", com o vocalista do Coldplay, Chris Martin, aparecendo na entrevista também. A faixa apresenta um monólogo de Lizzo, onde ela fala sobre umas férias recentes em que ela "estava com alguém, e eu estava apenas olhando para as estrelas. E eu estava com ele e cantava ["Yellow"]".

## Lançamento e promoção
Em 14 de abril de 2022, logo após o lançamento do single "About Damn Time", Lizzo anunciou formalmente Special, com data de lançamento para 15 de julho. Em 6 de julho, Lizzo revelou a lista de faixas do álbum. Special foi lançado em 15 de julho de 2022, através da Nice Life e Atlantic Records. A edição padrão foi lançada em cassete, CD, download digital, streaming e vinil. Os CDs e vinis com capa alternativa foram vendidos exclusivamente na Target dos Estados Unidos.

### Singles
Em 14 de abril de 2022, "About Damn Time" foi lançada como o primeiro single de Special. O videoclipe de acompanhamento da canção foi dirigido por Christian Breslauer. "About Damn Time" alcançou o número um na Billboard Hot 100 dos EUA, tornando-se seu segundo single número um no país depois de "Truth Hurts" em 2019. A canção também alcançou o top três na Austrália, Bélgica, Canadá, Islândia, Irlanda, Nova Zelândia e Reino Unido.
Na Itália, a Warner Records lançou "2 Be Loved (Am I Ready)" como o segundo single do álbum em 18 de julho de 2022. Nos EUA, a canção impactou as rádios hot AC em 1 de agosto de 2022, e as rádios pop, bem como as rádios rhythmic em 2 de agosto de 2022. Um videoclipe para a canção foi lançado em 15 de agosto de 2022.

#### Singlespromocionais
Em 10 de junho de 2022, "Grrrls" foi lançada como o primeiro single promocional do álbum. A canção gerou controvérsia pelo uso da palavra "spaz" em sua letra "Eu sou uma louca / estou prestes a nocautear alguém". Os defensores da deficiência viram o uso do termo "spaz" como uma calúnia ofensiva e pediram que Lizzo removesse a canção. Alguns internautas afirmaram que o "spaz" é usado de forma diferente no inglês vernáculo afro-americano e é sinônimo de "surtar", mas organizações de deficientes no Reino Unido e nos EUA criticaram seu uso. Pouco depois, Lizzo emitiu um pedido de desculpas e lançou uma versão atualizada da canção, afirmando: "Eu nunca quis promover linguagem depreciativa". As letras atualizadas substituem "Eu sou uma louca" por "Me segura".

### Turnê

Imagem promocional da The Special Tour

The Special Tour é a turnê em apoio ao álbum. A turnê começou em Sunrise, Flórida, em 23 de setembro de 2022, e está prevista para terminar em Inglewood, Califórnia, em 19 de novembro de 2022. Latto e Saucy Santana servirão como atos de abertura.

#### Datas
| Data                       | Cidade                     | País                       | Local                      | Atos de abertura           |
| Etapa 1 — América do Norte | Etapa 1 — América do Norte | Etapa 1 — América do Norte | Etapa 1 — América do Norte | Etapa 1 — América do Norte |
| -------------------------- | -------------------------- | -------------------------- | -------------------------- | -------------------------- |
| 23 de setembro de 2022     | Sunrise                    | Estados Unidos             | FLA Live Arena             | Latto Saucy Santana        |
| 24 de setembro de 2022     | Tampa                      | Estados Unidos             | Amalie Arena               | Saucy Santana              |
| 27 de setembro de 2022     | Washington, D.C.           | Estados Unidos             | Capital One Arena          | Latto                      |
| 29 de setembro de 2022     | Filadélfia                 | Estados Unidos             | Wells Fargo Center         | Latto Saucy Santana        |
| 30 de setembro de 2022     | Boston                     | Estados Unidos             | TD Garden                  | Latto                      |
| 2 de outubro de 2022       | Nova Iorque                | Estados Unidos             | Madison Square Garden      | Latto                      |
| 3 de outubro de 2022       | Nova Iorque                | Estados Unidos             | Madison Square Garden      | Latto                      |
| 6 de outubro de 2022       | Detroit                    | Estados Unidos             | Little Caesars Arena       | Latto Saucy Santana        |
| 7 de outubro de 2022       | Toronto                    | Canadá                     | Scotiabank Arena           | Latto                      |
| 11 de outubro de 2022      | Saint Paul                 | Estados Unidos             | Xcel Energy Center         | Latto                      |
| 14 de outubro de 2022      | Kansas City                | Estados Unidos             | T-Mobile Center            | Latto                      |
| 16 de outubro de 2022      | Chicago                    | Estados Unidos             | United Center              | Latto                      |
| 18 de outubro de 2022      | Indianápolis               | Estados Unidos             | Gainbridge Fieldhouse      | Latto Saucy Santana        |
| 20 de outubro de 2022      | Charlotte                  | Estados Unidos             | Spectrum Center            | Latto                      |
| 22 de outubro de 2022      | Atlanta                    | Estados Unidos             | State Farm Arena           | Latto                      |
| 23 de outubro de 2022      | Nashville                  | Estados Unidos             | Bridgestone Arena          | Latto                      |
| 25 de outubro de 2022      | Austin                     | Estados Unidos             | Moody Center               | Latto                      |
| 26 de outubro de 2022      | Houston                    | Estados Unidos             | Toyota Center              | Latto Saucy Santana        |
| 28 de outubro de 2022      | Dallas                     | Estados Unidos             | American Airlines Center   | Latto                      |
| 31 de outubro de 2022      | Denver                     | Estados Unidos             | Ball Arena                 | Latto                      |
| 2 de novembro de 2022      | Salt Lake City             | Estados Unidos             | Vivint Arena               | Latto                      |
| 4 de novembro de 2022      | Portland                   | Estados Unidos             | Moda Center                | Latto                      |
| 7 de novembro de 2022      | Vancouver                  | Canadá                     | Rogers Arena               | Latto                      |
| 9 de novembro de 2022      | Seattle                    | Estados Unidos             | Climate Pledge Arena       | Latto                      |
| 10 de novembro de 2022     | Portland                   | Estados Unidos             | Moda Center                | Latto                      |
| 12 de novembro de 2022     | São Francisco              | Estados Unidos             | Chase Center               | Latto                      |
| 18 de novembro de 2022     | Inglewood                  | Estados Unidos             | Kia Forum                  | Latto                      |
| 19 de novembro de 2022     | Inglewood                  | Estados Unidos             | Kia Forum                  | Latto                      |

## Lista de faixas
| Special – Edição padrão |                           | |                                             |         |  |
| N.º                     | Título                    | Compositor(es) | Produtor(es)                                | Duração |  |
| 1.                      | "The Sign"                | Melissa "Lizzo" Jefferson Theron Thomas Eric Frederic Nate Mercereau Michael Ball                                                                                         | Ricky Reed Phoelix                          | 2:45    |  |
| 2.                      | "About Damn Time"         | Jefferson Thomas Frederic Blake Slatkin Malcolm McLaren Ronald Larkins Larry Price Stephen Hague                                                                          | Reed Slatkin Terrace Martin [a]             | 3:11    |  |
| 3.                      | "Grrrls"                  | Jefferson Thomas Max Martin Ilya Salmanzadeh Benjamin Levin Slatkin Andrew Wansel Adam Horovitz Rick Rubin                                                                | Slatkin Pop Wansel Martin ILYA Benny Blanco | 2:01    |  |
| 4.                      | "2 Be Loved (Am I Ready)" | Jefferson Savan Kotecha Peter Svensson Martin Salmanzadeh | Martin ILYA                                 | 3:07    |  |
| 5.                      | "I Love You Bitch"        | Jefferson Mike Dean Omer Fedi Slatkin Joseph McVey | Slatkin Fedi                                | 2:28    |  |
| 6.                      | "Special"                 | Jefferson Thomas Martin Wansel Ian Kirkpatrick Daoud Anthony | Wansel Kirkpatrick Daoud Martin             | 2:54    |  |
| 7.                      | "Break Up Twice"          | Jefferson Leon Michaels Mark Ronson Thomas Brenneck Nicholas Movshon William Bell Booker T. Jones Lauryn Hill                                                             | Ronson Reed [a]                             | 2:56    |  |
| 8.                      | "Everybody's Gay"         | Jefferson Thomas Frederic Wansel Kirkpatrick James Johnson | Wansel Kirkpatrick Reed Mercereau [a]       | 3:35    |  |
| 9.                      | "Naked"                   | Jefferson Emily Warren Kirkpatrick Wansel Anthony Frederic Robert "Kool" Bell Ronald Bell Claydes Charles Smith Dennis Thomas George Brown Richard Westfield Alton Taylor | Wansel Kirkpatrick Reed [c]                 | 3:00    |  |
| 10.                     | "Birthday Girl"           | Jefferson Thomas Jonathan Bellion Michael Pollack Stefan Johnson Jordan Johnson                                                                                           | The Monsters and the Strangerz              | 3:07    |  |
| 11.                     | "If You Love Me"          | Jefferson Amy Allen Kid Harpoon Mercereau | Kid Harpoon Mercereau                       | 3:11    |  |
| 12.                     | "Coldplay"                | Jefferson Frederic Mercereau Gavin Tennille Chris Martin Guy Berryman Jonny Buckland Will Champion                                                                        | Reed Quelle Chris Chris Keys                | 2:55    |  |
| Duração total:          | Duração total:            | Duração total: | Duração total:                              | 35:16   |  |

| Special – Faixa bônus do Apple Music |                                     |                |         |  |
| N.º                                  | Título                              | Compositor(es) | Duração |  |
| 13.                                  | "A Very Special Message from Lizzo" | Jefferson      | 1:39    |  |
| Duração total:                       | Duração total:                      | Duração total: | 36:55   |  |

| Special – Faixa bônus da edição japonesa |                                                   |                                                               |                |         |  |
| N.º                                      | Título                                            | Compositor(es)                                                | Produtor(es)   | Duração |  |
| 14.                                      | "About Damn Time" (Remix de Purple Disco Machine) | Jefferson Thomas Frederic Slatkin McLaren Larkins Price Hague | Reed Slatkin   | 3:39    |  |
| Duração total:                           | Duração total:                                    | Duração total:                                                | Duração total: | 38:55   |  |

## Desempenho nas paradas musicais

### Paradas semanais
| Parada (2022)                          | Melhor posição |
| -------------------------------------- | -------------- |
| Alemanha (Offizielle Deutsche Charts)  | 18             |
| Austrália (ARIA)                       | 2              |
| Áustria (Ö3 Austria Top 40)            | 17             |
| Bélgica (Ultratop Flandres)            | 42             |
| Bélgica (Ultratop Valônia)             | 43             |
| Canadá (Billboard)                     | 3              |
| Dinamarca (Hitlisten)                  | 27             |
| Escócia (Official Scottish Albums)     | 11             |
| Espanha (PROMUSICAE)                   | 54             |
| Estados Unidos (Billboard 200)         | 2              |
| Estados Unidos (Top Tastemaker Albums) | 2              |
| Finlândia (Suomen virallinen lista)    | 36             |
| França (SNEP)                          | 48             |
| Hungria (MAHASZ)                       | 6              |
| Irlanda (Official Irish Albums)        | 11             |
| Itália (FIMI)                          | 38             |
| Japão (Billboard Japan Hot Albums)     | 65             |
| Japão (Oricon Digital Albums)          | 19             |
| Noruega (VG-lista)                     | 16             |
| Nova Zelândia (RMNZ)                   | 3              |
| Países Baixos (Dutch Charts)           | 13             |
| Reino Unido (Official Albums Chart)    | 6              |
| Suécia (Sverigetopplistan)             | 34             |
| Suíça (Schweizer Hitparade)            | 14             |

## Histórico de lançamento
| Região | Data                | Formato(s)                                  | Gravadora(s)       | Ref.   |
| ------ | ------------------- | ------------------------------------------- | ------------------ | ------ |
| Mundo  | 15 de julho de 2022 | Cassete CD download digital streaming vinil | Nice Life Atlantic | [ 15 ] |